# La Quebrada

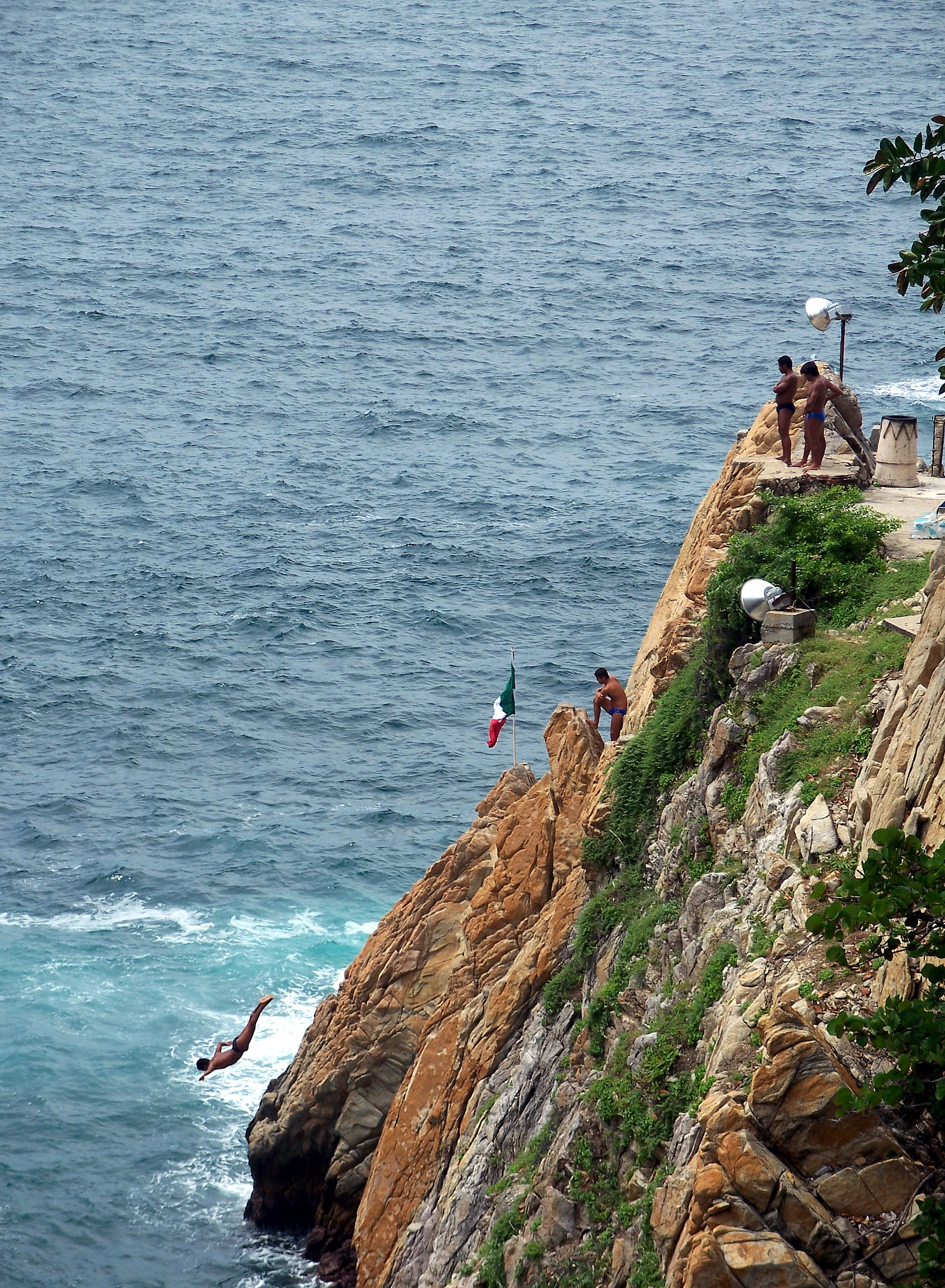
La Quebrada (Ansicht von der Seite)

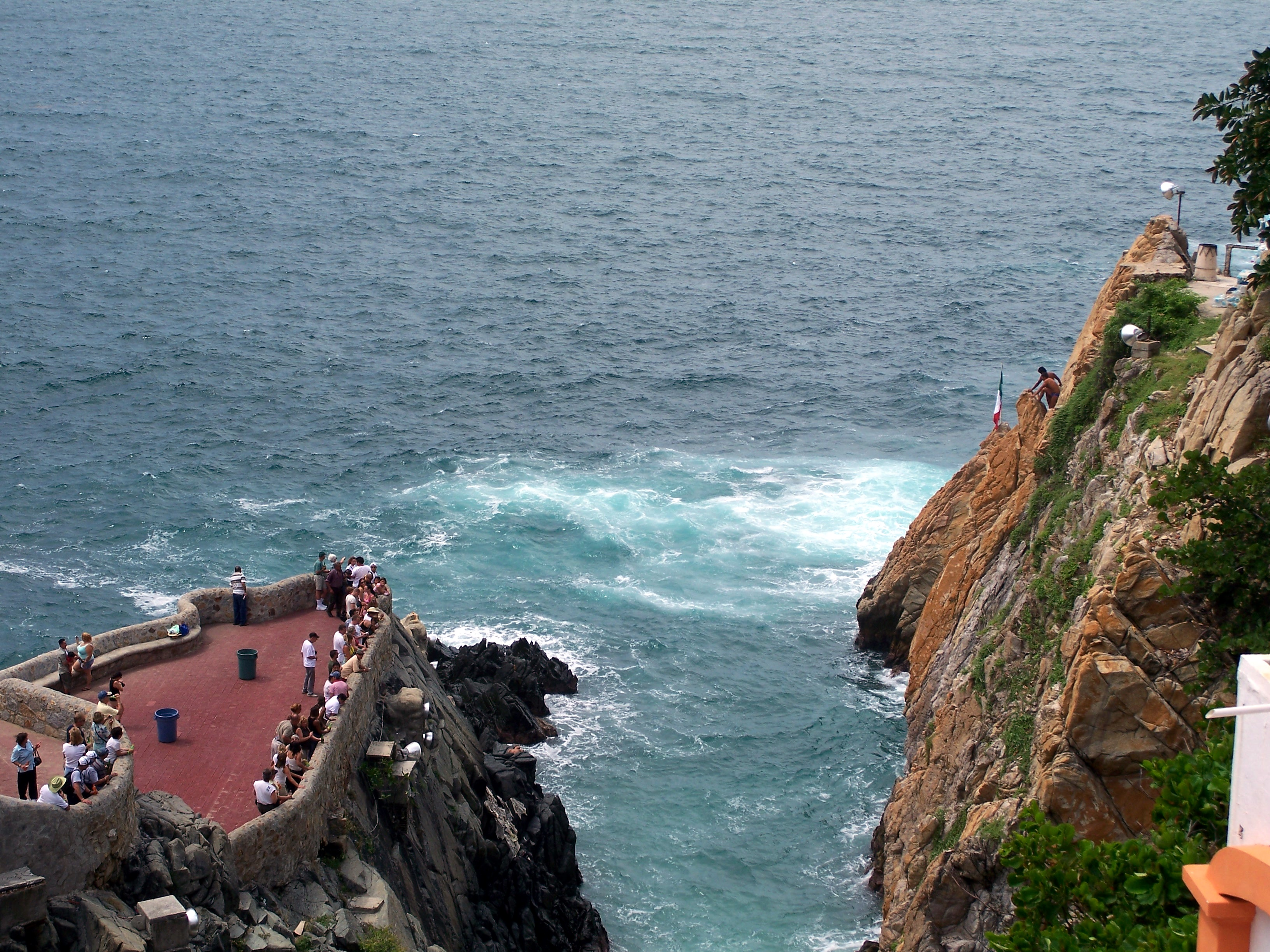
Ansicht von oben

La Quebrada ist eine der bekanntesten Attraktionen in Acapulco, Mexiko. Der Felsen ist für seine regelmäßig stattfindenden Klippenspring-Events bekannt. Als Touristenattraktion springen professionelle Klippenspringer, die Clavadistas, seit 1934 mehrmals täglich aus gut 29 Metern Höhe ins Wasser.